# Aéroport international Jorge Wilstermann
Pour les articles homonymes, voir CBB.
L'aéroport International Jorge Wilstermann (code IATA : CBB • code OACI : SLCB) est un aéroport qui dessert la ville de Cochabamba en Bolivie. L'aéroport a été nommé d'après le premier aviateur à avoir volé en Bolivie, Jorge Wilstermann. C'est le hub de la compagnie aérienne Boliviana de Aviación (BoA) qui augmente sa flotte pour desservir l'Europe et les Amériques.

## Situation
| \| 20 km1:4 514 000 \| Camiri Chimoré Cobija Cochabamba El Trompillo Guayaramerín La Paz Oruro Potosí Puerto · Suárez Riberalta Rurrenabaque San Borja Santa Ana · del Yacuma Sucre Tarija Trinidad Uyuni Santa Cruz Yacuiba |
| 20 km1:4 514 000 |

## Compagnies aériennes et destinations
| Compagnies            | Destinations |
| --------------------- | --- |
| Boliviana de Aviación | - Buenos Aires-Ezeiza, - La Paz-El Alto, - Madrid-Barajas, - Oruro, - Viru Viru, - São Paulo/Guarulhos, - Sucre-Alcantarí, - Tarija, - Trinidad (Bolivie), - Uyuni |
| EcoJet                | Rurrenabaque, Viru Viru, Sucre-Alcantarí, Sucre-Alcantarí, Tarija, Trinidad (Bolivie)                                                                              |

Édité le 12/02/2020  Actualisé le 7/12/2023

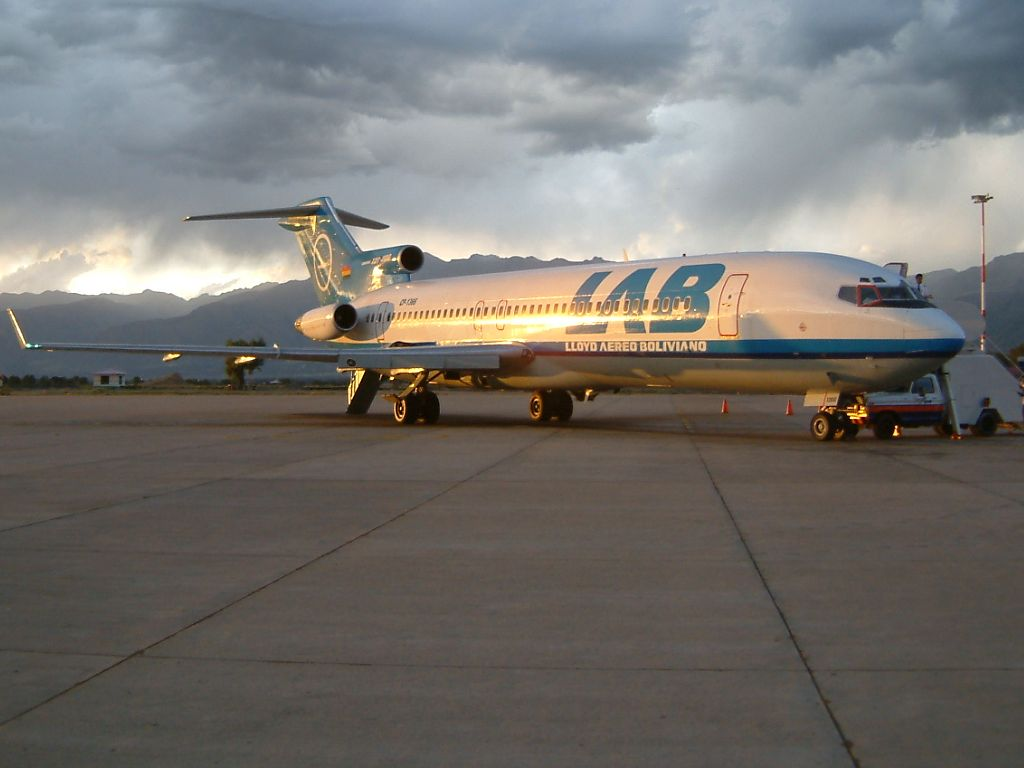
Boeing 727-200 à l'aéroport Jorge Wilstermann.